# 마리노 모로시니

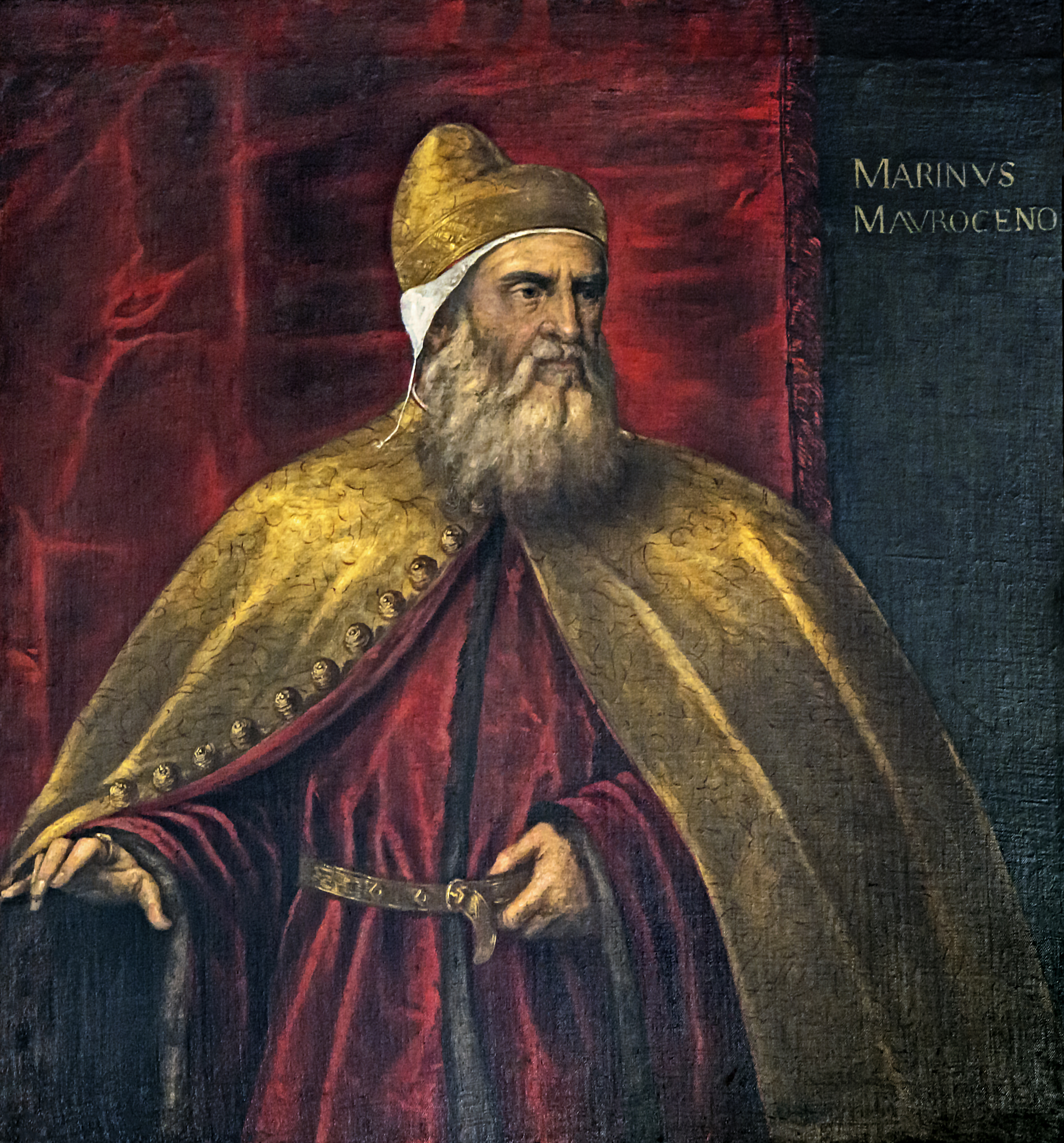
팔마 일 조바네가 그린 마리노 모로시니

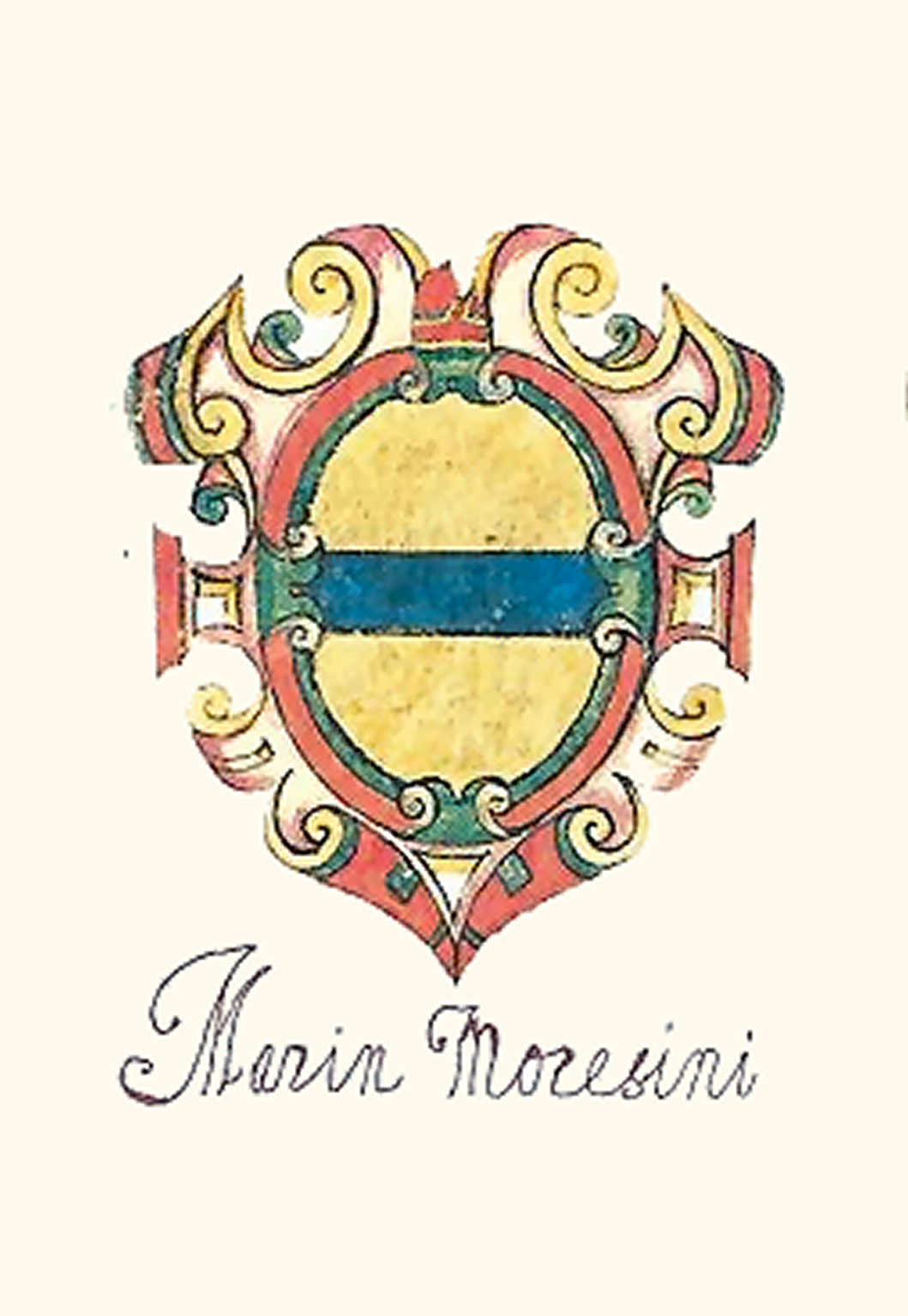
마리노 모로시니의 문장

마리노 모로시니 (Marino Morosini, 1181년 베네치아 – 1253년 1월 1일 베네치아)는 베네치아 공화국의 제44대 도제이다. 그는 1249년부터 1253년까지 재임했다.

## 가문
마리노는 도제로 선출된 모로시니 가문원 네 명 중 한 명이다. 다른 세 명은 도메니코 모로시니 (1147년-1156년), 미켈레 모로시니 (1382년), 프란체스코 모로시니 (1688년-1694년)이다. 모로시니 가문의 네 명의 여성이 도제와 결혼하여 도가레사 (Dogaressa, 도제부인) 칭호를 얻었다: 토마시나 모로시니 (Tommasina Morosini)는 피에트로 그라데니고에게, 프란체스카 모로시니 (Francesca Morosini)는 안드레아 단돌로에게, 데아 모로시니 (Dea Morosini)는 니콜로 트론에게, 모로시나 모로시니는 마리노 그리마니에게 시집을 갔다.

## 생애

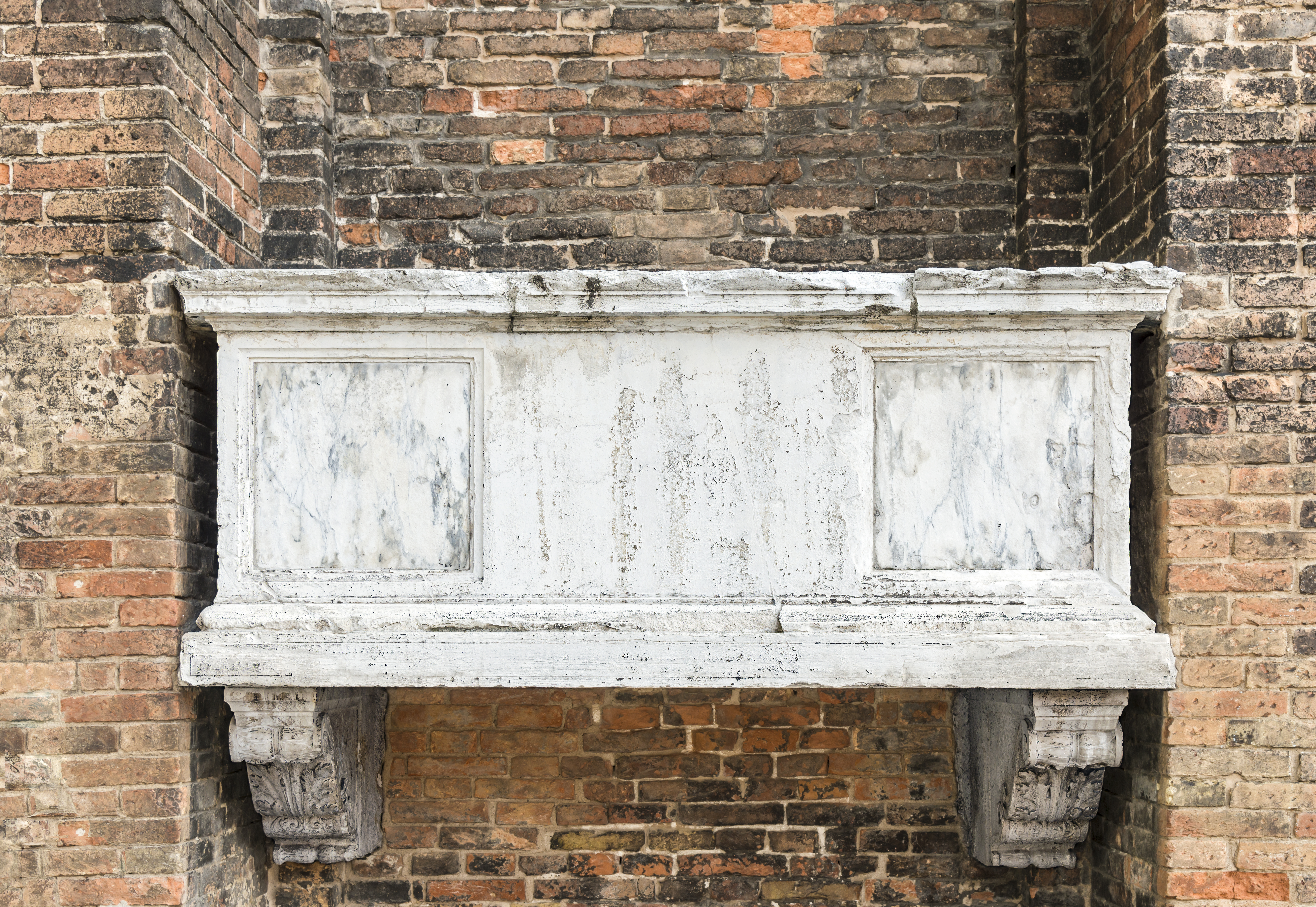
마리노 모로시니의 무덤.

모로시니는 생애 말인 68세의 나이에 도제에 선출됐다. 그가 선출됐을 당시에 모로시니는 산마르코 대성당의 회계 관리자였다. 그의 정치 생애 기간에 크레타 공작 직위를 맡기도 했다.
그믄 결혼은 했지만 자녀를 가지지는 않았다.
그의 도제로서 4년째 시기는 비록 이 시기에 루이 9세가 이집트에 대한 십자군 전쟁을 이끌었음에도, 베네치아는 평화로운 시기였다. 이집트의 술탄과 맺은 무역 협의를 위태롭게 하고 싶지 않았던 베네치아는 그 십자군 전쟁에 참여하지 않기로 했다.
모로시니는 베네치아에 종교 재판소 설립을 받아들이는 허가를 통해 바티칸과의 관계 향상을 하려했지만, 재판관 선임권은 유지하였다. 그럼에도 로마와 베네치아 사이의 극도의 긴장 상태는 계속되었다.
1253년 1월 1일에 사망하였고, 성 마르코 대성당의 아트리움에 안치되었다.

## 참고 문헌
- Claudio Rendina: I dogi. Storia e segreti. Rome 1984. ISBN 88-8289-656-0

| 공직                 | 공직                                 | 공직               |
| -------------------- | ------------------------------------ | ------------------ |
| 이전 야코포 티에폴로 | 베네치아 공화국의 도제 1249년–1253년 | 이후 레니에로 체노 |